# 李得春 (道光進士)
李得春，字東園，一字東垣，湖南湘陰人，清朝政治人物，同進士出身。

## 生平
其于道光二十七年（1847年）入進士三甲九十七名。后在山東任知縣，改任永州教授。后因病退還，曾任仰高書院山長。著有《敏學齋詩草》。